# Osmussaar
Osmussaar (svensk Odensholm) er en ø ligger 7,5 km uden for fastlandet i den Finske Bugt i det nordvestlige Estland. Øen er cirka 5 lang og 1,5 km bred og har et areal på 4,69 km². Den tilhører Nuckö kommune. Oprindeligt var øen opdelt i tre, men voksede sammen som følge af landhævning.

## Etymologi
Osmussaar har navnet efter den nordiske gud Odin, som ifølge sagnet skal være begravet på øen.

## Historie
Øen nævnes første gang i skriftlige kilder omtrent 1250. Øen er ikke nævnt i Estlandslisten i Kong Valdemars Jordebog. Øen havde tidligere en svensk befolkning, der første gang omtales omkring 1250, men sandsynligvis har været bosat langt tidligere, da mange omkringliggende svenske bosættelsesområder stammer fra tidlig jernalder eller tidligere. Indbyggertallet lå længe omkring 70 personer, men voksede i midten af 1930-erne til 125 personer, hvoraf 119 var estlandssvenskere. De svenske familier hed Brus, Greis, Nibondas, Marks, Erkas, Nigårds og Stavas. Man ernærede sig ved fiskeri og sæljagt, en del landbrug fandt sted, og i ældre tider levede man som på mange andre steder af vragplyndring. Skat blev betalt til godset Nyhovet ved Haapsalu. De svenske øboere blev evakuerede den 12. juni 1940, da Sovjetunionen påbegyndte en befæstning af øen. Siden 2001 er der igen en fastboende familie på øen . I dag findes der kun een bofast familie af blandet svensk-estisk herkomst på øen.

### historiske bygninger
På Osmussaar fandtes et kapel i kalksten, samt en fyr siden 1765 og en skole. "Jesu kapell" blev opførdt i 1765 og er nu kun en ruin. Dets mål var 12 meter x 7 meter, med et 5 meter højt tårn. Efter Estlands selvstændighed har en vis istandsættelse af kirkegården fundet sted, og en mindre klokkestapel er blevet rejst. Et bevaringsprojekt for kapelruinen påbegyndtes i 2007 i form af talkoarbejde (estisk udtryk for frivilligt arbejde) hvilket samordnes af Osmussaares bylav.

### Svensk kunstnerbesøg
Den svenske forfatter Albert Engström besøgte øen i sommeren 1905 sammen med kunstnerne Anders Zorn og Akseli Gallen-Kallela. De kom via Helsingfors med kutteren Mejt. Rejseberettelsen med billeder offentliggjorde Engström i avisen Strix, nummer 33 og 34 for 1905 og senere i 1925 i "Mitt liv och leverne". I sin bog om Zorn (1928) bruger Engström yderligere megen spalteplads til beskrivelse af sinæ oplevelser, som gjorde et stort indtryk. Også Zorn var lyrisk over rejsen i Estlands svenskbygder og skrev, at Osmussaar var det "intressantaste vi sett och väl värt resan ensamt".

## Naturreservat
I dag er Osmussaar et naturreservat.